# Stripling Brothers
Die Stripling Brothers war ein US-amerikanisches Old-Time-Duo aus Alabama. Ihr Repertoire bestand fast ausschließlich aus Instrumentalstücken und umfasste Lieder traditioneller Natur sowie eigenes Material.

## Geschichte
Die Brüder Charlie Melvin (* 8. August 1896) und Ira Lee Stripling wurden im Pickens County, Alabama, nahe Kennedy geboren. Musik spielte in ihren frühen Jahren keine große Rolle. Erst mit 18 Jahren entdeckte Charlie Stripling sein musikalisches Talent, als er aus Spaß auf der Spielzeuggeige seines Neffen spielte, die er ihm als Weihnachtsgeschenk kaufte. Kurz danach kaufte er seinem Nachbarn Pleasant C. Carroll dessen Fiddle ab und beide Brüder übten über ein Jahr, bevor sie erstmals öffentlich auftraten. In Kennedy nahmen sie zum ersten Mal an einem Fiddle Contest teil und gewannen den ersten Preis. In der folgenden Zeit gewannen sie weitere Wettbewerbe und Charlie konnte sich auch 1926 in Birmingham während der Dixie Fiddlers‘ Convention vor 8000 Zuschauern gegen alle anderen Fiddler als Solist durchsetzten.
Am 15. November 1928 reisten Charlie und Ira Stripling erneut nach Birmingham, wo die Brunswick-Balke-Collender Company im Bankhead Hotel ein provisorisches Aufnahmestudio eingerichtet hatte, um Old-Time-Musiker auf Schallplatte aufzunehmen. Da die Striplings nur Instrumentalstücke in ihrem Repertoire hatten, war Carey Walker, Leiter der Session, zuerst skeptisch, als er die beiden Brüder jedoch spielen hörte, nahm er sie sofort auf. Ein Vertrag wurde jedoch nicht unterschrieben. Danach kehrten die Striplings nach Hause zurück und da Brunswick sich nicht meldete, ging man davon aus, dass keines der Stücke veröffentlicht worden war. Nachdem Charlie jedoch einen ihrer Songs in einem Plattenladen in Fayette, Alabama, spielen hörte, kontaktierte er Jack Kapp bei Brunswick, der die Brüder nach Chicago einlud.
Am 19. August 1929 wurden von den Striplings in Chicago 10 Stücke für das Label Vocalion Records, das zur Brunswick-Blake-Collender Company gehörte, eingespielt. Die meisten davon waren Eigenkompositionen Charlies, da die Produzenten von den Brüdern verlangten, Songs zu spielen, die noch nicht vorher von anderen Old-Time-Musikern aufgenommen wurden. Unter den Aufnahmen befand sich Charlie Striplings Kennedy Rag, der nach der Heimatstadt der Striplings benannt war und später während des Folk-Revivals zum Repertoire vieler jüngerer Musiker gehörte. Die Platten der Stripling Brothers verkauften sich gut – „[they] were selling like hotcakes“, sagte Charlie Stripling später dazu.

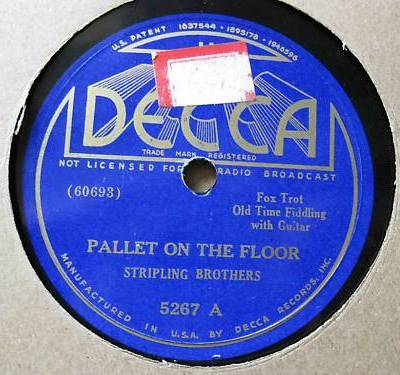
Pallet on the Floor, 1936

In den nächsten Jahren wurden jedoch, wahrscheinlich aufgrund der Weltwirtschaftskrise, keine weiteren Aufnahmen gemacht. Charlie Stripling hatte durch die Depression seine Farm und seinen Laden verloren und musste nun, um seine Familie zu ernähren, auf Baumwollfeldern arbeiten. Ira hatte es vergleichsweise milde getroffen; er konnte seine Farm behalten, hatte nun aber weniger Zeit für seine Musikerkarriere. Charlie spielte, um sein Gehalt aufzubessern, verstärkt mit seinen Söhnen Robert und Lee zusammen auf Fiddle Contests. Dave Kapp holte die Stripling Brothers 1934 nach New York City, wo sie für das neu gegründete Label Decca Records am 10. September 14 Stücke aufnahmen, von denen die meisten Walzer und Breakdowns waren. Am 12. März 1936 hielten die Stripling Brothers in New Orleans für Decca ihre letzte Session ab. Ira zog sich danach aus dem Musikgeschäft zurück.
Charlie spielte bis 1958 mit lokalen Bands und seinen Kindern auf Square Dances, Fiddle Contests und anderen Veranstaltungen mit großem Erfolg weiter. Nachdem 1934 seine erste Frau Tellie, die er 1919 geheiratet und mit ihr sechs Kinder bekommen hatte, gestorben war, heiratete er später Myrtle Wheeler, mit der er nochmals drei Kinder hatte. 1952 wurden von Ray Browne für die University of Alabama einige Aufnahmen von Charlie Stripling gemacht. Nachdem bei ihm 1958 Arthritis diagnostiziert wurde, gab er die Musik auf und starb am 19. Januar 1966. Joyce Cauthen beschrieb ihn als einen der wichtigsten amerikanischen Old-Time-Fiddler und Striplings Lost Child führt die Liste der „100 Essential Hillbilly Commercial Recordings on 78s“ des Magazins Old-Time Herald an. Striplings Söhne Robert und Lee treten bis heute als Stripling Brothers auf.

## Diskografie
| Jahr                  | Titel                                                      | #    | Anmerkungen |
| --------------------- | ---------------------------------------------------------- | ---- | ----------- |
| Veröffentlichte Titel |                                                            |      |             |
| Vocalion Records      |                                                            |      |             |
| 1928                  | Big Footed Nigger in the Sandy Lot / The Lost Child        | 5321 |             |
|                       | Weeping Willow / Railroad Bum                              | 5365 |             |
|                       | Red River Waltz / Moonlight Waltz                          | 5366 |             |
|                       | New Born Blues / Kennedy Rag                               | 5382 |             |
|                       | Dance All Night with a Bottle In My Hand / Horse Shoe Band | 5395 |             |
|                       | Big Eyed Rabbit / Wolfes Howling                           | 5412 |             |
|                       | Get Off Your Money / Lost John                             | 5441 |             |
|                       | Coal Mine Blues / Rangers Hornpipe                         | 5453 |             |
|                       | Midnight Waltz / June Rose Waltz                           | 5468 |             |
| Decca Records         |                                                            |      |             |
| 1934                  | Possum Hollow Breakdown / Wednesday Night Waltz            | 5018 |             |
| 1934                  | Silverlake Waltz / Birmingham Jail                         | 5019 |             |
| 1934                  | Over the Waves Waltz / Down on the L.N. Railroad           | 5041 |             |
| 1934                  | Salty Dog / Whiskers                                       | 5049 |             |
|                       | Sweet Silas / Chinese Breakdown                            | 5069 |             |
|                       | My Isle of Golden Dreams / Spanish Flang Dang              | 5207 |             |
|                       | Late in the Evening / California Blues                     | 5246 |             |
| 1936                  | Pallet on Floor / You’re Always In My Dreams               | 5267 |             |
|                       | Mayflower / Big Bully                                      | 5291 |             |
|                       | Forty Drops / When Shadows Fade Away                       | 5313 |             |
|                       | Soft Voices / Boatman’s Delight                            | 5417 |             |
|                       | Big Four / Coal Valley                                     | 5547 |             |